# Czerwonka-Wieś
Czerwonka-Wieś – wieś w Polsce, w województwie mazowieckim, w powiecie sochaczewskim, w gminie Sochaczew.
Do 2023 miejscowość była częścią wsi Czyste.
W latach 1975–1998 Czerwonka-Wieś położona była w województwie skierniewickim.